# قاتل الشياطين: الطريق إلى قرية صانعي السيوف
قاتل الشياطين: الطريق إلى قرية صانعي السيوف (باليابانية: 鬼滅の刃 刀鍛冶の里編، بالروماجي: Kimetsu no Yaiba: Katanakaji no Sato-hen) (بالإنجليزية: Demon Slayer: Kimetsu no Yaiba – To the Swordsmith Village)‏ ويعرف أيضا (بالإنجليزية: Demon Slayer: Swordsmith Village)‏ هو فيلم أنمي يابانية من إخراج هارو سوتوزاكي ومن إنتاج استوديو يوفوتيبل. الفيلم مقتبس من آرك "حي الترفيه" وآرك "قرية صانعي السيوف" من مانغا قاتل الشياطين، من تأليف كويوهارو غوتوغي. عرض الفيلم في اليابان في 3 فبراير عام 2023.

## القصة
تدور أحداث القصة عن تانجيرو كامادو الذي يساعد هاشيرا الصوت تينغين أوزوي مع وزينيتسو أغاتسوما وإنوسكي هاشيبيرا على قتال القمر السادس الذي يسكن في حي الترفيه.

## الأداء الصوتي
| الشخصيات                | الأداء الصوتي      |
| ----------------------- | ------------------ |
| تانجيرو كامادو          | ناتسوكي هاناي      |
| نيزكو كامادو            | أكاري كيتو         |
| زينيتسو أغاتسوما        | هيرو شيمونو        |
| إينوسوكي هاشيبيرا       | يوشيتسوغو ماتسوؤكا |
| تينغين أوزوي            | كاتسويوكي كونيشي   |
| غيوتارو / القمر السادس  | ريوتا أوساكا       |
| دامي / القمر السادس     | ميوكي ساواشيرو     |
| هيناتسورو               | أتسومي تانيزاكي    |
| ماكيو                   | شيزوكا إيشيغامي    |
| سوما                    | ناو توياما         |
| موزان كيبوتسوجي         | توشيهيكو سيكي      |
| كوكؤشيبو / القمر الأول  | ريوتا أوساكا       |
| دوما / القمر الثاني     | مامورو ميانو       |
| أكازا / القمر الثالث    | أكيرا إيشيدا       |
| هينتينغو / القمر الرابع | توشيو فوروكاوا     |
| غيوكو / القمر الخامس    | كوسكي توريومي      |
| ناكيمي                  | مارينا إينوي       |
| ميتسوري كانروجي         | كانا هانازاوا      |
| مويتشيرو توكيتا         | كينغو كاوانيشي     |
| أوباناي إيغورو          | كينيتشي سوزومورا   |
| كاناو تسويوري           | رينا أويدا         |
| آوي كانزاكي             | يوري إيهارا        |
| سومي ناكاهارا           | أيومي مانو         |
| كيو تيراوتشي            | نانامي ياماشيتا    |
| ناهو تاكادا             | يوكي كواهارا       |
| غينيا شينازوغاوا        | نوبوهيكو أوكاموتو  |
| هوتارو هاغانيزوكا       | دايسكي ناميكاوا    |
| كاغايا أوبوياشيكي       | توشيوكي موريكاوا   |
| أماني أوبوياشيكي        | رينا ساتو          |
| تيتشين تيتشيكاواهارا    | يوساكو يارا        |
| كوتيتسو                 | أيومو موراسي       |
| غوتو                    | ماكوتو فوروكاوا    |
| سوميوشي                 | هيروفومي نوجيما    |
| يوريتشي تسوغيكوني       | كازوهيكو إينوي     |

## وصلات خارجية
- الموقع الرسمي باللغة اليابانية
- الموقع الرسمي باللغة الإنجليزية
- قاتل الشياطين: الطريق إلى قرية صانعي السيوف على موقع IMDb (الإنجليزية)
- قاتل الشياطين: الطريق إلى قرية صانعي السيوف على موقع ميتاكريتيك (الإنجليزية)
- قاتل الشياطين: الطريق إلى قرية صانعي السيوف على موقع روتن توميتوز (الإنجليزية)
- قاتل الشياطين: الطريق إلى قرية صانعي السيوف على موقع ألو سيني (الفرنسية)
- قاتل الشياطين: الطريق إلى قرية صانعي السيوف على موقع قاعدة بيانات الأفلام السويدية (السويدية)
- قاتل الشياطين: الطريق إلى قرية صانعي السيوف على موقع قاعدة بيانات الفيلم (الإنجليزية)
- قاتل الشياطين: الطريق إلى قرية صانعي السيوف على موقع ليتربوكسد (الإنجليزية)
- قاتل الشياطين: الطريق إلى قرية صانعي السيوف على موقع كينوبويسك (الروسية)